# Viasat True Crime
Viasat True Crime är en europeisk tv-kanal dedikerad till kriminalserier. Den lanserades den 6 juni 2024 och ägs av Viasat World.
Kanalen är dedikerad till olika typer av kriminalproduktion. Kriminalprogram finns på programmet.